# Maison au 1, place Saint-Étienne à Strasbourg
La maison au 1, place Saint-Étienne est un monument historique situé à Strasbourg, dans le département français du Bas-Rhin.

## Localisation
Ce bâtiment est situé au 1, place Saint-Étienne et au 2, rue du Ciel à Strasbourg.

## Historique
L'édifice fait l'objet d'une inscription au titre des monuments historiques depuis 1931.